# Flora Europaea
Flora Europaea est une flore en cinq volumes publiée entre 1964 et 1993 par Cambridge University Press. Son objectif était de rassembler et de décrire toutes les flores nationales d'Europe dans une seule publication faisant autorité pour aider les lecteurs à identifier toute plante sauvage ou largement cultivée en Europe au niveau de la sous-espèce. Elle fournit également des informations sur la répartition géographique, les préférences d'habitat et le nombre de chromosomes lorsqu'il est connu.
Cette flore a été publiée sous forme de CD en 2001, et le Jardin botanique royal d'Édimbourg a réalisé un index des noms de plantes disponible en ligne.

## Histoire
L'idée d'une flore pan-européenne a été évoquée lors du huitième congrès international de botanique à Paris en 1954. 
En 1957, le Conseil de recherche en science et ingénierie (Science and Engineering Research Council) de Grande-Bretagne offrit une subvention pour financer un secrétariat de trois personnes, et le volume 1 a été publié en 1964. 
D'autres volumes ont été publiés les années suivantes, culminant en 1980 avec le  volume 5 sur les monocotylédones. Les droits d'auteur ont été versés dans un fonds fiduciaire administré par la Société linnéenne de Londres, ce qui a permis de financer la poursuite des travaux sur le projet par le Dr John Akeroyd.  
Un volume 1 révisé a été lancé à la Société linnéenne le 11 mars 1993.

## Volumes

### Volume 1: Lycopodiaceae to Platanaceae
publié en 1964

### Volume 2: Rosaceae to Umbelliferae
(ISBN 0-521-06662-X)
 (ISBN 978-0-521-06662-4)
publié le 1er décembre 1968 (486 pages)

### Volume 3: Diapensiaceae to Myoporaceae
(ISBN 0-521-08489-X)
 (ISBN 978-0-521-08489-5)
publié le  28 décembre 1972 (399 pages)

### Volume 4: Plantaginaceae to Compositae(et Rubiaceae)
(ISBN 0-521-08717-1)
 (ISBN 978-0-521-08717-9)
publié le  5 août 1976 (534 pages)

### Volume 5: Alismataceae to Orchidaceae
(ISBN 0-521-20108-X)
 (ISBN 978-0-521-20108-7)
publié le 3 avril 1980 (476 pages)

### Volume 1 Revised: Lycopodiaceae to Platanaceae
(ISBN 0-521-41007-X)
 (ISBN 978-0-521-41007-6)
publié le 22 avril 1993 (629 pages)

### Collection des cinq volumes et CD-ROM
(ISBN 0-521-80570-8)
 (ISBN 978-0-521-80570-4)
publiés le 6 décembre 2001 (2392 pages)

## Coordinateurs
Les coordinateurs désignés pour chaque éditions sont les suivants :
Tom Tutin (1908–1987) – professeur de botanique à l'université de Leicester
Vernon Heywood (1927-2022) – directeur scientifique, conservation des plantes (IUCN) et professeur à l'université de Reading
Alan Burges (1911–2002) – professeur de botanique à l'université de Liverpool
David Valentine (1912–1987) – professeur de botanique à l'université de Durham jusqu'en 1966, puis à l'université de Manchester
Pour l'édition révisée du volume 1 seulement :
David Moore – professeur émérite à l'université de Reading
Pour le CD seulement :
Max Walters (1920–2005) – directeur du jardin botanique de l'université de Cambridge
David Webb (1912–1994) – professeur de botanique au Collège Trinity de Dublin

## Conseillers régionaux
Un groupe de conseillers régionaux a été constitué afin d'assurer une couverture complète de l'ensemble de l'Europe. Plusieurs des conseillers étaient également auteurs dans leurs spécialités taxinomiques respectives. Pour chaque pays, les représentants étaient les suivants :
- Albanie - F. Markgraf
- Allemagne - H. Merxmüller, W. Rothmaler
- Autriche - E. Janchen, K. H. Rechinger
- Belgique - A. Lawalrée
- Bulgarie - N. Stojanov
- Danemark - T. W. Bōcher
- Espagne - E. Guinea, Oriol de Bolòs
- Finlande - J. Jalas
- France - H. Gaussen, P. Jovet
- Grèce - K. H. Rechinger
- Hongrie - R. Soó, S. Jávorka
- Islande - I. Óskarsson
- Italie - R. E. G. Pichi-Sermolli
- Norvège - R. Nordhagen
- Pays-Bas - S. J. Van Ooststroom
- Pologne - B. Pawlowski
- Portugal - A. R. Pinto da Silva
- Roumanie - A. Borza, E. I. Nyárády
- Suède - N. Hylander
- Suisse - E. Landolt
- Tchécoslovaquie - J. Dostál
- Turquie - P. H. Davis
- URSS - Boris Chichkine, Andreï Fiodorov
- Yougoslavie - E. Mayer

## Code géographique
La distribution géographique est indiquée par une série de codes à deux lettres.
| Code à deux lettres | Région géographique |
| ------------------- | --- |
| Al                  | Albanie |
| Au                  | Autriche y compris le Liechtenstein |
| Az                  | Açores |
| Be                  | Belgique |
| Bl                  | Islas Baleares (Îles Baléares) |
| Br                  | Grande-Bretagne, y compris les Orcades, Zetland et l'île de Man ; à l'exclusion des îles Anglo-Normandes et de l'Irlande du Nord           |
| Bu                  | Bulgarie |
| Co                  | Corse |
| Cr                  | Kriti (Creta) : Crète, y compris Karpathos, Kassos et Gavdos                                                                               |
| Cz                  | Czechoslovakia (République tchèque) |
| Da                  | Danemark |
| Fa                  | Færöer (Îles Féroé) |
| Fe                  | Fennia : Finlande, y compris Ahvenanmaa (Åland)                                                                                            |
| Ga                  | Gallia : France, y compris les îles Anglo-Normandes et Monaco ; à l'exclusion de la Corse                                                  |
| Ge                  | Allemagne |
| Gr                  | Grèce, à l'exclusion des îles reprises sous Kriti (Crète) (supra) et des îles situées hors d'Europe, selon la définition de Flora Europaea |
| Hb                  | Hibernia : Irlande, incluant à la fois la république d'Irlande et l'Irlande du Nord                                                        |
| He                  | Helvetia (Suisse) |
| Ho                  | Hollandia (Pays-Bas) |
| Hs                  | Hispania : Espagne, compris Gibraltar et Andorre ; à l'exclusion des îles Baléares                                                         |
| Hu                  | Hongrie |
| Is                  | Islandia (Islande) |
| It                  | Italie, y compris l'archipel toscan ; à l'exclusion de la Sardaigne et de la Sicile                                                        |
| Ju                  | Jugoslavia (Yougoslavie) |
| Lu                  | Lusitania (Portugal) |
| No                  | Norvège |
| Po                  | Pologne |
| Rm                  | Roumanie |
| Rs                  | Territoires de l'ex-URSS |
| Rs(N)               | Division Nord : Europe arctique, Karelo-Lapland, Dvina-Pecora                                                                              |
| Rs(B)               | Division baltique: Estonie, Lettonie, Lituanie, Kaliningradskaja Oblast'                                                                   |
| Rs(C)               | Division centrale: Ladoga-Ilmen, Volga supérieure, Volga-Kama, Dniepr supérieur, Volga-Don, Oural                                          |
| Rs(W)               | Division Sud-Ouest: Moldavie, Dniepr moyen, Mer noire, Dniestr supérieur                                                                   |
| Rs(K)               | Krym (Crimée) |
| Rs(E)               | Division Sud-Est: Don inférieur, Région de la Volga, Trans-Volga                                                                           |
| Sa                  | Sardegna (Sardaigne) |
| Sb                  | Svalbard, y compris Spitzberg, Bjørnøya (île aux Ours) et l'île Jan Mayen                                                                  |
| Si                  | Sicilia : Sicile, y compris Pantelleria, les îles Pélages, les îles Lipari et Ustica ; ainsi que l'archipel de Malte                       |
| Su                  | Suecia : Suède, y compris Öland et Gotland                                                                                                 |
| Tu                  | Turquie (partie européenne), y compris Gökçeada (Imbros)                                                                                   |